# Werner Ulbrich

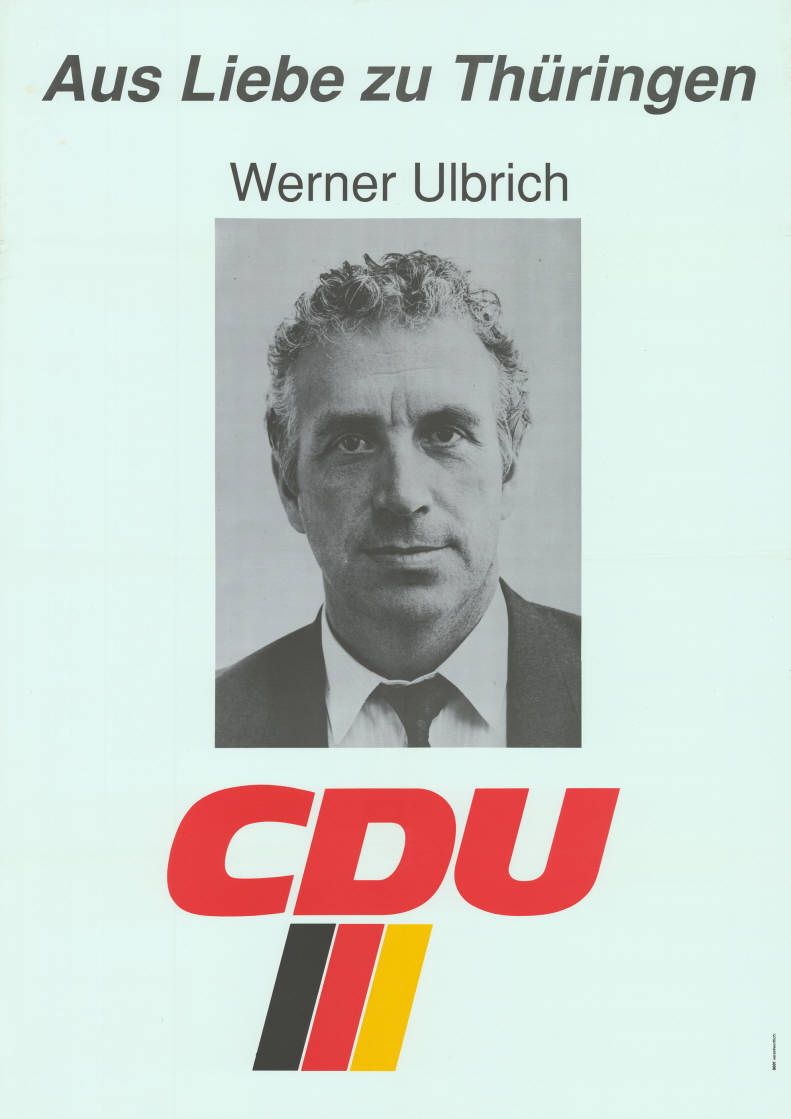
Werner Ulbrich auf einem Wahlplakat zur Landtagswahl 1990

Werner Ulbrich (* 28. September 1939 in Neumarkt/Schlesien) ist ein ehemaliger deutscher Politiker (DDR-CDU, ab 1990 CDU). Er war von 1970 bis 1990 Mitglied des Rates des Bezirks Suhl und von 1990 bis 1999 Mitglied des Thüringer Landtags. 
Ulbrich kam nach dem Zweiten Weltkrieg im Sommer 1945 als Flüchtling über Mittweida nach Steinbach-Hallenberg, wo er zunächst mit der Mutter im Flüchtlingslager lebte. Im September 1945 eingeschult, legte er 1957 sein Abitur ab. Er studierte Bergbau und schloss das Studium 1961 als Ingenieur ab. Nach dem Studium arbeitete er beim VEB "Fluß- und Schwerspat Schmalkalden", zuletzt als Absatzdirektor.
1970 schloss er ein Zusatzstudium auf dem Gebiet des Außenhandels ab und war danach beim Rat des Bezirkes Suhl als Leiter für Erholungswesen und Tourismus tätig. 1975 schloss Ulbrich ein weiteres Studium als Diplomstaatswissenschaftler ab. 
Während des Studiums trat Ulbrich in die DDR-Blockpartei CDU ein. Er war von 1962 bis 1990 für die CDU Mitglied des Bezirkstages Suhl. 
Nach der politischen Wende war er ab Februar 1990 im Landesvorstand der nunmehr vereinigten CDU tätig. Er war Regierungsbevollmächtigter für Südthüringen bis 31. Dezember 1990. Zur 1. Wahlperiode 1990–1994 und in der 2. Wahlperiode 1994–1999 wurde er direkt in den Thüringer Landtag gewählt, wo er sich im Bereich Finanzen und Tourismus engagierte. Zur Landtagswahl 1999 wurde er nicht mehr zur Wahl aufgestellt.
Im Jahr 2010 war er Stadtrat und zweiter Beigeordneter der Stadt Suhl.
Ulbrich ist evangelisch, verheiratet und hat zwei Kinder.